# Miquel Romeu i Mumany
Miquel Romeu i Mumany (l'Hospitalet de Llobregat, 1883 – 1955) fou un mestre i pedagog hospitalenc. Pertanyia a una família de mestres. Va estudiar magisteri i durant un temps va treballar com a mestre a Barcelona, fins que el 1918 va obrir la seva pròpia escola, l′Escola Romeu (al carrer de l'Església, 10 41° 21′ 36″ N, 2° 05′ 57″ E / 41.3600369°N,2.0992147°E).
Segons una matrícula de 1924 hi va tenir com a alumne el futur maqui Quico Sabaté, i sembla que aconsellà el seu pare internar-lo a l'asil Duran.
Formà part del Grop Excursionista Saltadiç i entre 1918 i 1922 feu activitats i excursions amb altres membres d'aquesta entitat, fetes tant a baixa i mitjana alçada (Conreria, Montserrat Sant Miquel del Fai, Castell d’Erramprunyà, Sant Llorenç del Munt, entre d'altres), com a alta muntanya (Ulldeter, Alt Berguedà, entre d'altres).
Durant la Segona República Espanyola va ser regidor de l'Hospitalet de Llobregat, i durant la guerra civil espanyola va actuar com a alcalde accidental. En acabar la guerra va haver d'exiliar-se i fou depurat pel franquisme degut al seu passat polític. Quan tornà de l'exili es va instal·lar a Barcelona. En 1955 va fer una donació de la seva col·lecció de llibres de l'ajuntament de l'Hospitalet, que després de la seva part foren dipositats a la Biblioteca Municipal del barri de Collblanc i després a Can Sumarro.